# Vine Street (Los Angeles)
Vine Street – ulica w Hollywood, dzielnicy Los Angeles, biegnąca z północy na południe między Franklin Avenue a Melrose Avenue. Słynne skrzyżowanie Hollywood and Vine stało się symbolem samego Hollywood.
Przy Vine Street znajduje się wiele znanych punktów orientacyjnych, m.in. Capitol Records Building (1750 North Vine, tuż na północ od skrzyżowania Hollywood & Vine); klub nocny Avalon; wieżowce Equitable, Taft oraz Broadway; Plaza Hotel i Ricardo Montalbán Theatre. Budynki te są wpisane do National Register of Historic Places (NRHP) lub zostały uznane za Zabytki Kultury Historycznej. Także część Alei Gwiazd znajduje się na Vine Street – na północ i południe od Hollywood Boulevard. Na południe znajduje się Pickford Center for Motion Picture Study (1313 Vine) i Musician’s Union. Restauracja Brown Derby znajdowała się po wschodniej stronie Vine Street, tuż na południe od Hollywood Boulevard.

## Galeria

Obiekty na Vine Street
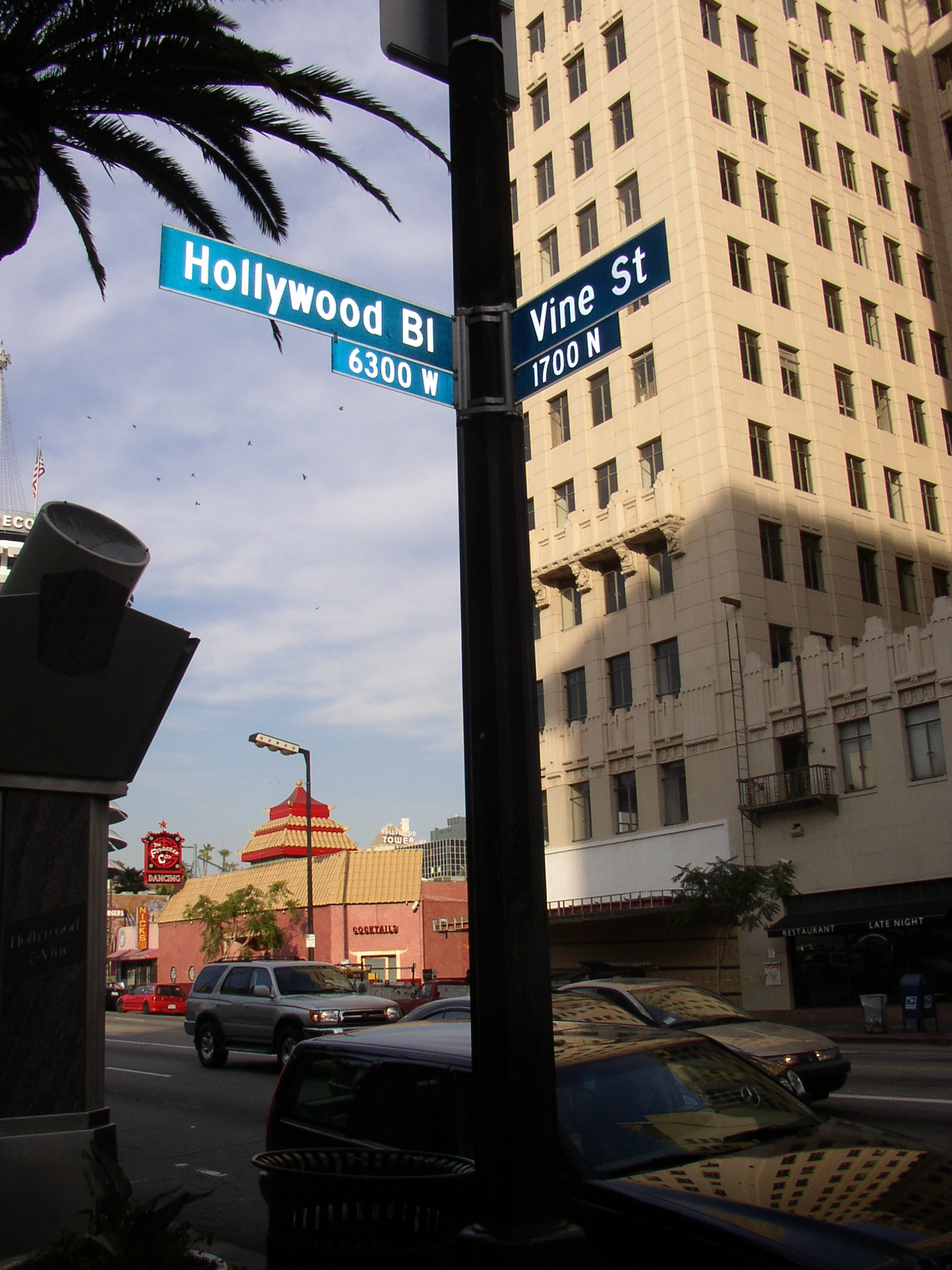
Skrzyżowanie Hollywood & Vine (2004)
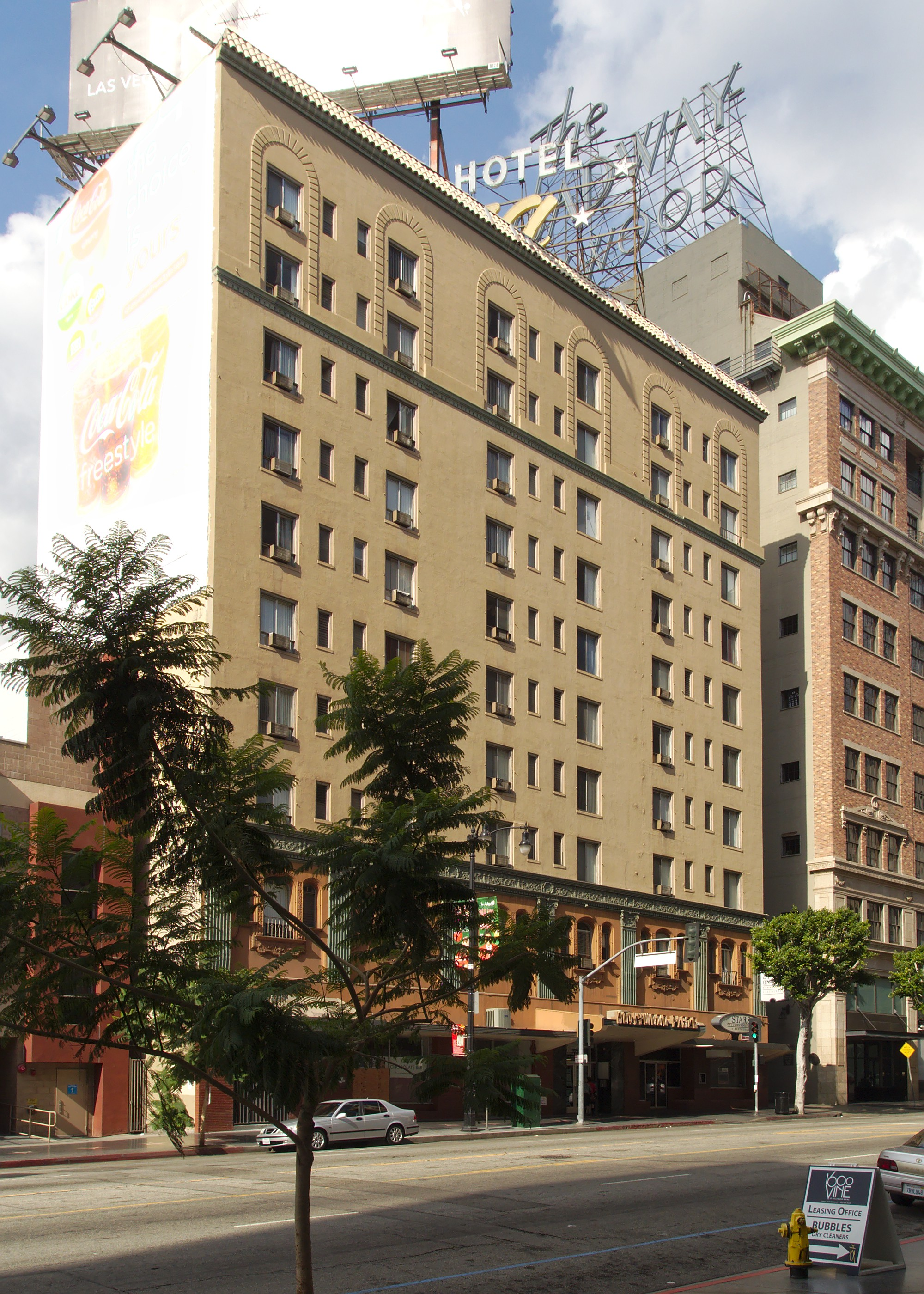
Hollywood Plaza Hotel (2015)
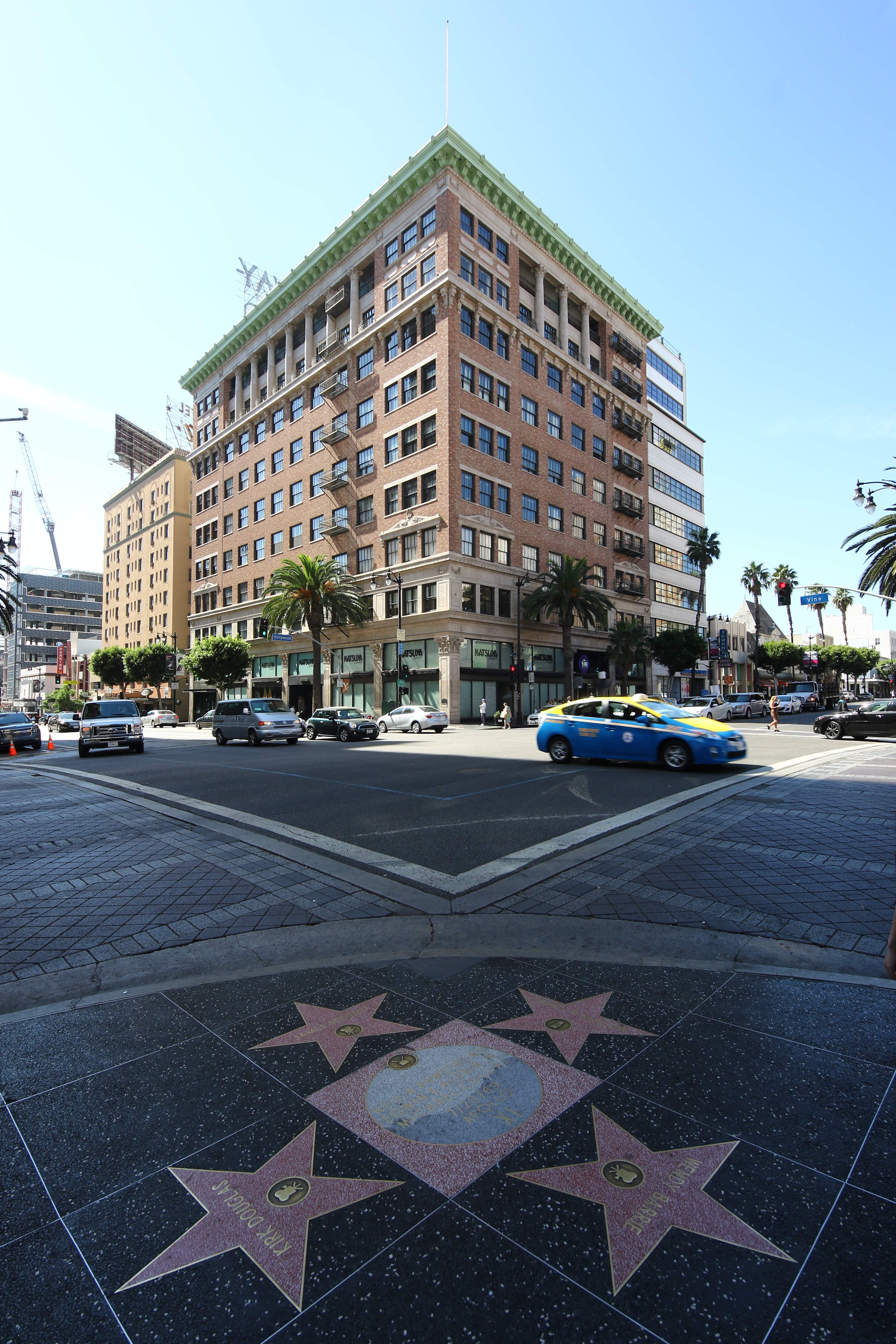
Broadway Hollywood Building (2016)
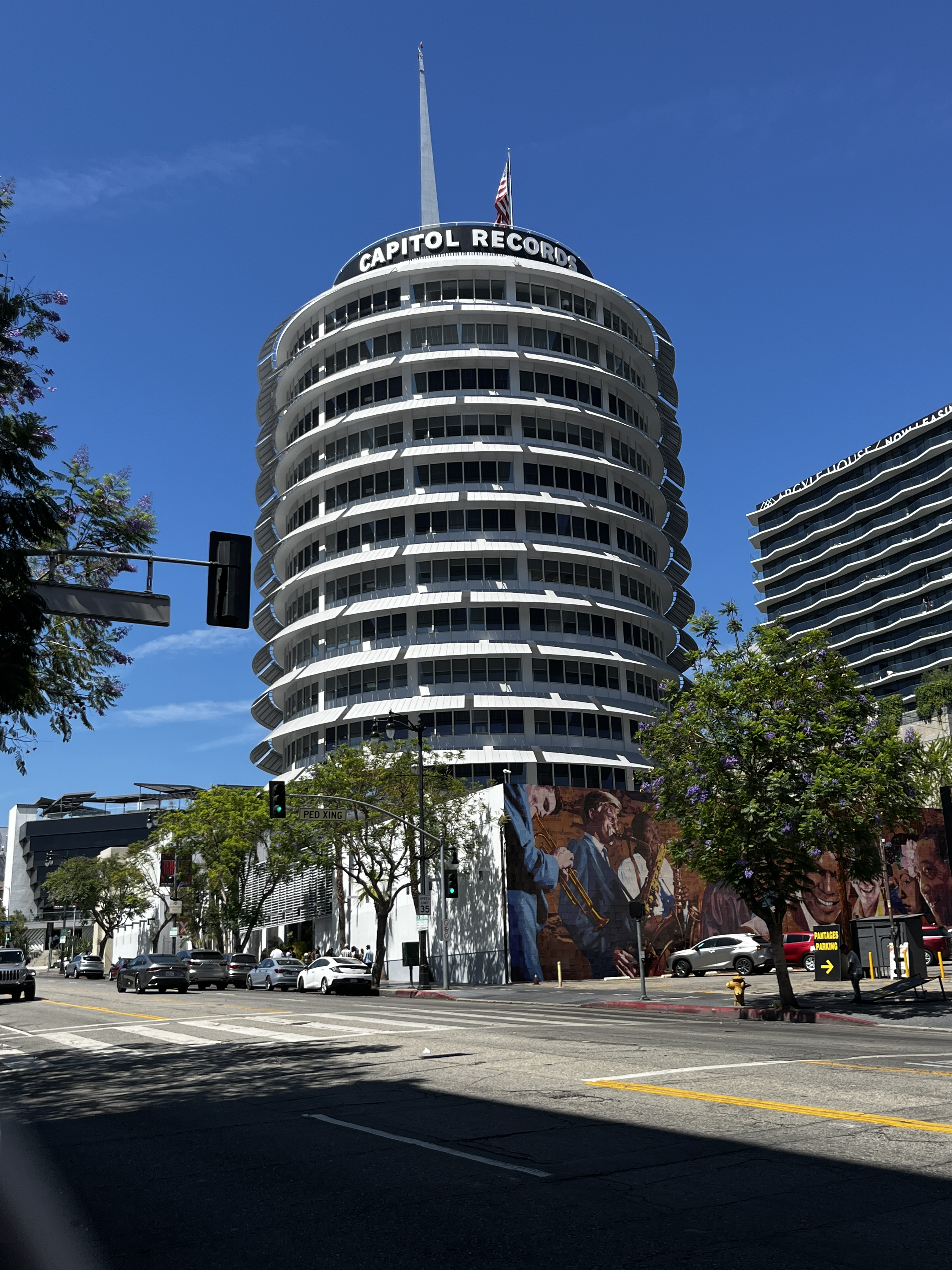
Capitol Records Building (2022)
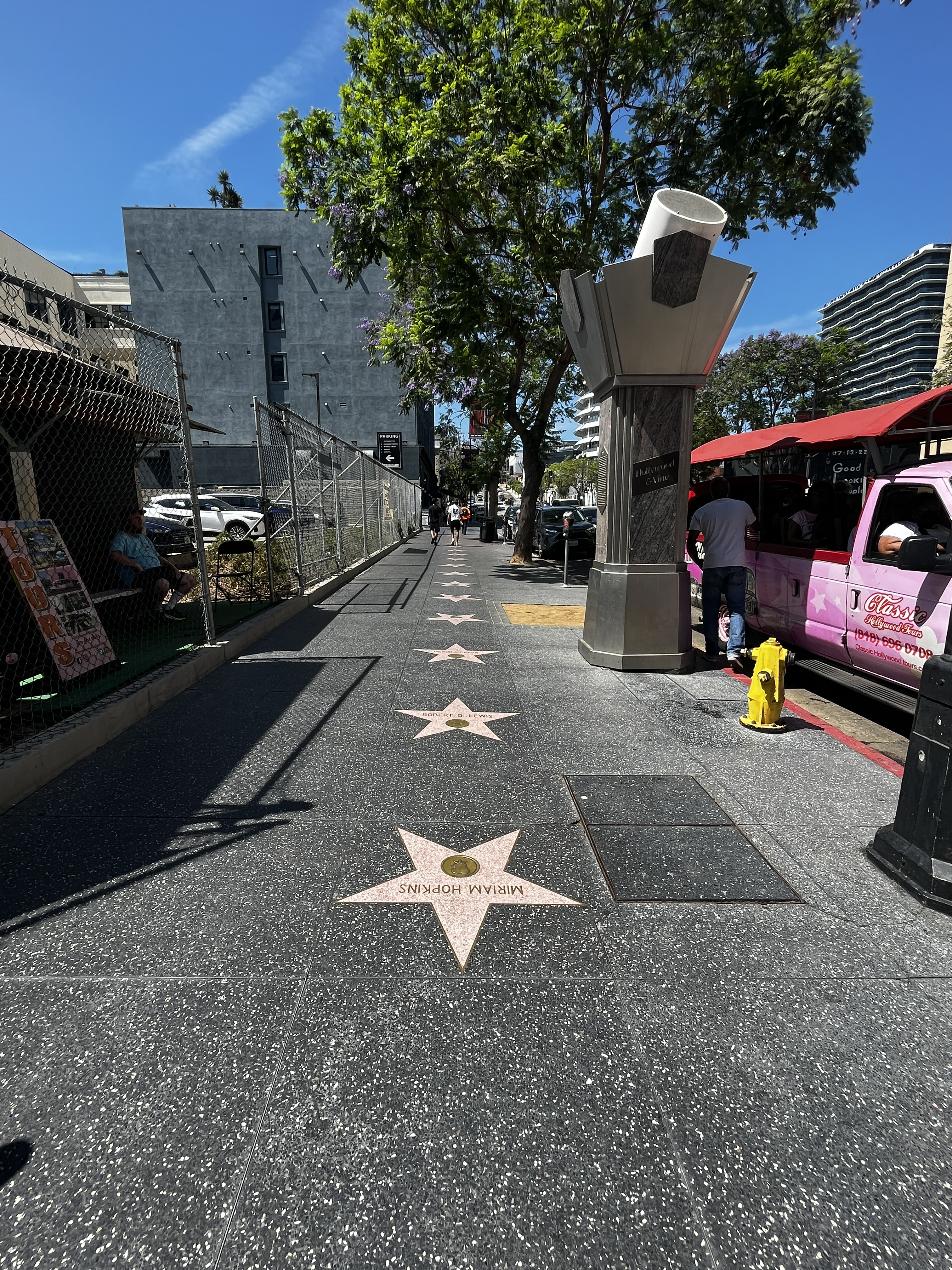
Aleja Gwiazd (2022)